# Раян Лукас (барбадоський футболіст)
Раян Лукас (англ. Ryan Lucas, нар. 31 серпня 1977, Бриджтаун) — барбадоський футболіст, який грав на позиції нападника. Відомий тривалими виступами в барбадоському клубі «Нотр-Дам», а також у клубах Канади й США, та в складі збірної Барбадосу.

## Клубна кар'єра
Раян Лукас розпочав виступи в професійних клубах в ірландській команді «Голвей Юнайтед» у 2007 році, в якій грав до середини 1999 року. У 1999 році повернувся на батьківщину, де став гравцем команди «Нотр-Дам». На початку 2001 року Раян Лукас став гравцем нижчолігового клубу зі США «Бостон Бульдогс», а на початку 200 року став гравцем іншого нижчолігового американського клубу «Цинциннаті Рівергоукс». У середині 2002 року Лукас перейшов до канадського клубу «Торонто Лінкс», де грав до кінця 2003 року, деякий час грав також у оренді за інший канадський клуб «Міссіссауга Олімпіанс»..
.
На початку 2004 року Раян Лукас повернувся до складу клубу «Нотр-Дам». У складі команди грав до закінчення кар'єри гравця в 2014 році, став у складі команди чотириразовим чемпіоном Барбадосу.

## Виступи за збірну
Раян Лукас у 2000 році розпочав виступи у національній збірній Барбадосу. У складі команди брав участь у кваліфікаційних турнірах чемпіонату світу з футболу та Золотого кубка КОНКАКАФ, а також у турнірах Карибського кубка. У складі збірної грав до 2007 року, провів у складі збірної 27 матчів, у яких відзначився 4 забитими м'ячами.